# Valentí Esparó i Giralt
Valentí Esparó i Giralt   (Sallagosa, 1792 - Barcelona, 9 de febrer de 1859) fou un industrial català.

## Biografia
Era fill de Jaume Esparó i de Maria Giralt, naturals de Sallagosa (Alta Cerdanya). Es va establir a Barcelona, on el 1831 on esdevingué un dels accionistes de la societat Bonaplata, Vilaregut, Rull i Cia, que va construir el Vapor Bonaplata. Es casà amb Dolors Bonaplata, filla de Salvador Bonaplata i Corriol. Quan la fàbrica fou destruïda durant les bullangues de 1835 n'era un dels administradors, veient-se involucrat directament en tot el conflictiu procés que se'n va seguir. El 1838 va adquirir el que quedava de la fàbrica i hi establí una foneria.
De 1838 a 1840 fou president de la Comissió de Fàbriques de Filats, Teixits i Estampats de Cotó i formà part destacada als comitès paritaris per a conciliar postures entre obrers i patrons. El 1848 fou un dels promotors de l'Institut Industrial de Catalunya, entitat defensora del proteccionisme, i hi presidí fins a la seva mort la secció de foneria i construcció de màquines. Ambdues entitats, la Comissió i l'Institut, constitueixen organitzacions embrionàries de l'actual Foment del Treball Nacional.
El 1849 fou regidor i el 1850-1851 fou tinent d'alcalde de l'ajuntament de Barcelona. Durant el seu mandat es va erigir la font de la plaça del Duc de Medinaceli amb el primer monument realitzat en ferro colat a la ciutat: una columna coronada per l'escultura de Galceran Marquet, ambdues sortides de la foneria de Valentí Esparó. També va fer posar als carrers de Barcelona nombrosos fanals, fonts i altres decoracions de ferro. El 1855 va fusionar la seva companyia amb la Sociedad La Barcelonesa, fundada el 1838 per Nicolau Tous i Mirapeix i Celedonio Ascacíbar per a fundar La Maquinista Terrestre i Marítima.